# Stráža
Stráža este o comună slovacă, aflată în districtul Žilina din regiunea Žilina, pe malul râului Varínka⁠(d). Localitatea se află la altitudinea de 402 m deasupra n.m., se întinde pe o suprafață de 3,17 km2 și în 2017 număra 684 de locuitori.

## Istoric
Localitatea Stráža este atestată documentar din 1439.

## Demografie
| An:                | 1994 | 2004   | 2014   | 2024   |
| ------------------ | ---- | ------ | ------ | ------ |
| Număr de persoane: | 636  | 657    | 676    | 686    |
| Diferență:         |      | +3,30% | +2,89% | +1,47% |

| An:                | 2023 | 2024   |
| ------------------ | ---- | ------ |
| Număr de persoane: | 688  | 686    |
| Diferență:         |      | −0,29% |